# アナ・ペレス・ボクス
アナ・ペレス・ボクス（Ana Perez Box　1995年12月29日- ）はスペイン・バレンシア州アリカンテ出身の柔道選手。階級は52kg級。

## 経歴
2017年のU23ヨーロッパ選手権52㎏級で3位になった。2018年にはグランプリ・カンクンでIJFワールド柔道ツアー初優勝を飾った。2019年のグランプリ・ブダペストでは3位だったが、オリンピックチャンピオンであるコソボのマイリンダ・ケルメンディに寝技で一本勝ちした。2021年の世界選手権では伏兵ながら決勝まで進むも、元世界チャンピオンの志々目愛に合技で敗れて2位だった。2021年7月に日本武道館で開催された東京オリンピックで初戦で敗れた。
IJF世界ランキングは3945ポイント獲得で10位(23/5/1現在)。

## 主な戦績
- 2017年 - U23ヨーロッパ選手権　3位
- 2018年 - グランプリ・フフホト　3位
- 2018年 - グランプリ・タシュケント　3位
- 2018年 - グランプリ・カンクン　優勝
- 2019年 - グランプリ・マラケシュ　2位
- 2019年 - グランドスラム・エカテリンブルグ　3位
- 2019年 - グランプリ・ブダペスト　3位
- 2020年 - ヨーロッパ選手権　5位
- 2021年 - ヨーロッパ選手権　5位
- 2021年 - グランドスラム・カザン　3位
- 2021年 - 世界選手権　2位
- 2022年 -　地中海競技大会　3位
- 2023年 -　グランドスラム・テルアビブ　2位
- 2023年 -　グランドスラム・タシケント　3位

(出典、JudoInside.com)